# Riesa
Riesa este un oraș din landul Saxonia, Germania.